# Igor' Valetov
Igor' Anatol'evič Valetov (1º febbraio 1946) è un ex schermidore sovietico, vincitore di una medaglia di bronzo nella scherma ai giochi olimpici.